# Eurhynchium riparioides
Eurhynchium riparioides là một loài Rêu trong họ Brachytheciaceae. Loài này được (Hedw.) P.W. Richards mô tả khoa học đầu tiên năm 1937.